# Bitwa pod Saint-Eustache
Bitwa pod Saint-Eustache – stoczona 14 grudnia 1837 roku decydująca bitwa pomiędzy kanadyjskimi rebeliantami a siłami brytyjskimi.
Po zwycięskiej bitwie pod Saint-Charles Brytyjczycy przygotowywali się do rozbicia ognisk rebelii wokół Saint-Benoît i Saint-Eustache. Brytyjski dowódca, John Colborne, zebrał 1 280 żołnierzy z pułków Royal Scots, 32 piechoty i sformował nowy, 83 pułk piechoty, wspierany przez 220 lokalnych ochotników.
Siły rebeliantów liczyły w czasie walki ok. 200 ludzi, słabo uzbrojonych, dowodzonych przez Jean-Olivier Chéniera i Amury Giroda.
Colborne przed bitwą otoczył wieś, w której znajdowali się powstańcy, a jego żołnierze w czasie bitwy stopniowo posuwali się w jej głąb. Jednym z punktów oporu był zlokalizowany we wsi kościół, który Brytyjczycy zdobyli ostatecznie po trwającej cztery godziny bitwie.
Dowódca powstańców, Jean-Olivier Chénier zginął w czasie wycofywania się z kościoła.